# Діївка (електродепо)
«Діївка» (ТЧ-1) — електродепо Дніпровського метрополітену, що введено в експлуатацію 27 грудня 1995 року. Розташоване в місті Дніпро за адресою: Рубіжний провулок, 12А.
У депо існує поворотне коло для розвернення вагонів.

## Рухомий склад
Пасажирський рухомий склад складається з вагонів 1995 року випуску:
- 81-717.5М/714.5М;
- 81-717.5/714.5.

Вагони 81-717.5М/714.5М виготовлені АТ «Метровагонмаш» у Митищах, вагони 81-717.5/714.5 виробництва ЗАТ «Вагонмаш» у Санкт-Петербурзі.